# 松本卓也 (精神分析家)
松本 卓也（まつもと たくや、1983年 - ）は、日本の医学者、精神医学者、現代思想研究者。専攻は精神病理学、精神分析学、ラカン派の精神分析とその思想、および精神分析学と関連する現代哲学の諸分野。学位は博士（医学）（自治医科大学・2015年）。京都大学大学院人間・環境学研究科・総合人間学部准教授。

## 略歴
- 1983年、高知県生まれ。
- 2002年4月 - 2008年3月、高知医科大学医学部医学科（現：高知大学医学部）。
- 2008年4月 - 2010年3月、自治医科大学附属病院初期臨床研修医。
- 2010年4月、自治医科大学精神医学講座入局。後期研修医として主任教授・加藤敏に師事。精神分析と精神病理学を学ぶ。
- 2011年4月 - 2015年3月、自治医科大学大学院医学研究科博士課程。
- 2015年4月 - 2016年3月、自治医科大学精神医学教室助教、朝日病院（派遣先の病院、栃木県小山市）勤務。
- 2016年4月 - 現在、京都大学大学院人間・環境学研究科・総合人間学部准教授[1]

## 賞歴
- 2011年、日本統合失調症学会一般演題奨励賞

## 著書

### 単著
- 『人はみな妄想する：ジャック・ラカンと鑑別診断の思想』青土社、2015年。ISBN　978-4-7917-6858-5
- 『享楽社会論：現代ラカン派の展開』人文書院、2018年。ISBN　978-4-409-34051-6
- 『症例でわかる精神病理学』誠信書房、2018年。ISBN　978-4-414-41644-2
- 『創造と狂気の歴史：プラトンからドゥルーズまで』講談社〈選書メチエ〉、2019年。ISBN　978-4-06-515011-5
- 『こころの病気ってなんだろう？』平凡社〈中学生の質問箱〉、2019年。ISBN　978-4-582-83809-1

### 編著
- （山本圭共編著）『〈つながり〉の現代思想：社会的紐帯をめぐる哲学・政治・精神分析』明石書店、2018年。ISBN　978-4-7503-4647-2
- （野尻英一・高瀬堅吉共編著）『〈自閉症学〉のすすめ：オーティズム・スタディーズの時代』ミネルヴァ書房、2019年。ISBN　978-4-623-08648-1
- （武本一美共編著）『メンタルヘルスの理解のために：こころの健康への多面的アプローチ』ミネルヴァ書房、2020年。ISBN　978-4-623-08742-6
- （野間俊一共編著）『メンタルヘルス時代の精神医学入門：こころの病の理解と支援』ミネルヴァ書房、2020年。ISBN　978-4-623-09056-3
- （斎藤幸平共編）『コモンの「自治」論』集英社〈シリーズ・コモン〉、2023年。ISBN　978-4-08-737001-0

### 分担執筆
- （ジネット・ランボー、キャロリーヌ・エリアシェフ）『天使の食べものを求めて：拒食症へのラカン的アプローチ』加藤敏監修・向井雅明監訳・佐藤鋭二訳、三輪書店、2012年。ISBN 978-4-89590-421-6　
  - 「解説：拒食症とは何か」を執筆[2]。
- 同人誌『イルミナシオン』はるしにゃん編、2012年[3]。
- 『ニュクス』創刊号、堀之内出版、2015年。ISBN　978-4-906708-68-0

## 論文
- 国立情報学研究所収録論文 国立情報学研究所